# 博羅夫斯克公路站
博羅夫斯克公路站（羅馬化：Borovskoye Shosse）是莫斯科地鐵加里宁-松采沃线的一個車站。此站在2018年8月30日啟用。